# Francesco Samà
Francesco Samà (Melissa, 2 luglio 1940 – Crotone, 10 febbraio 2022) è stato un politico italiano, sindaco di Melissa dal 1964 al 1970.

## Biografia
Nato a Melissa nel 1940 e residente a Crotone, è stato deputato nella IX e X Legislatura.
Dal 1999 al 2005 è stato anche Assessore provinciale all'Ambiente.